# 斑尾蜥属
斑尾蜥属（学名：Callisaurus）是角蜥科下的一个属。

## 下属物种
本属包括以下物种：
- 斑尾蜥 Callisaurus draconoides Blainville, 1835